# وارتا
وارتا نام رودی است که در غرب لهستان واقع شده و به رود اودر می‌ریزد. طول رودخانه حدود ۸۰۸ کیلومتر بوده و سومین رود بزرگ کشور لهستان است. از طریق رود نوتک به رودخانه ویستولا متصل می‌شود. نام این رود در سرود ملی لهستان به نام لهستان هنوز از دست نرفته‌است آورده شده‌است.